# I Like Trains
I Like Trains (auch: iLiKETRAiNS) ist eine 2004 gegründete britische Indie-Rock-Band aus Leeds.

## Geschichte
Nach der im Juni 2006 veröffentlichten EP Progress Reform wurde das erste Album Elegies to Lessons Learnt im Januar 2007 beim britischen Label Beggar’s Banquet veröffentlicht. Im Dezember 2008 folgte die Instrumental-EP The Christmas Tree Ship und am 25. Oktober 2010 das zweite Album He Who Saw The Deep. Im Mai 2012 wurde das dritte Album The Shallows veröffentlicht.
2016 erschien die Dokumentation A Divorce Before Marriage der britischen Filmemacher Ben Lankester und Matt Hopkins, die den Werdegang der Band verfolgt; vom Verlust des ersten großen Plattenvertrags bis zur Beinahe-Auflösung in den Jahren 2014/15.

## Stil
Auf den ersten zwei Alben setzt sich die Band mit tragischen historischen Ereignissen auseinander. Einige B-Seiten der Single-Veröffentlichungen greifen weitere Aspekte der jeweiligen Geschichte auf.
So ist beispielsweise das Lied A Rook House for Bobby eine künstlerische Interpretation der Lebensgeschichte des elften Schachweltmeisters Bobby Fischer, das sein Zitat aufgreift, er wolle in einem Schachturm wohnen.
Mit dem dritten Album He Who Saw the Deep entfernt sich die Band langsam von den historischen hin zu gegenwärtigen Themen wie Umweltverschmutzung, Digitalisierung und zwischenmenschliche Dramen.

## Galerie

I Like Trains, Besetzung live auf dem Nocturnal Culture Night 2018 in Deutzen
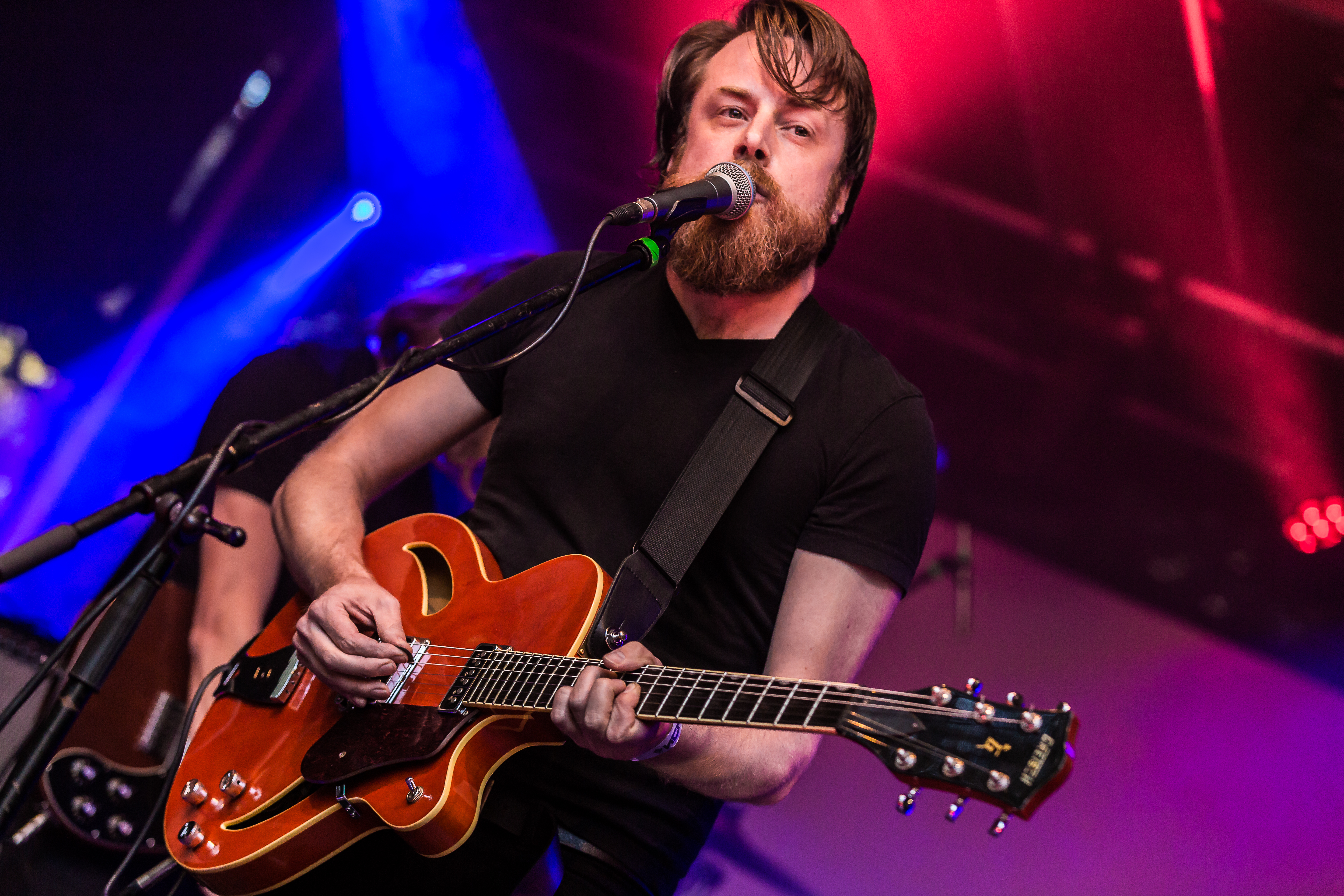
Sänger David Martin
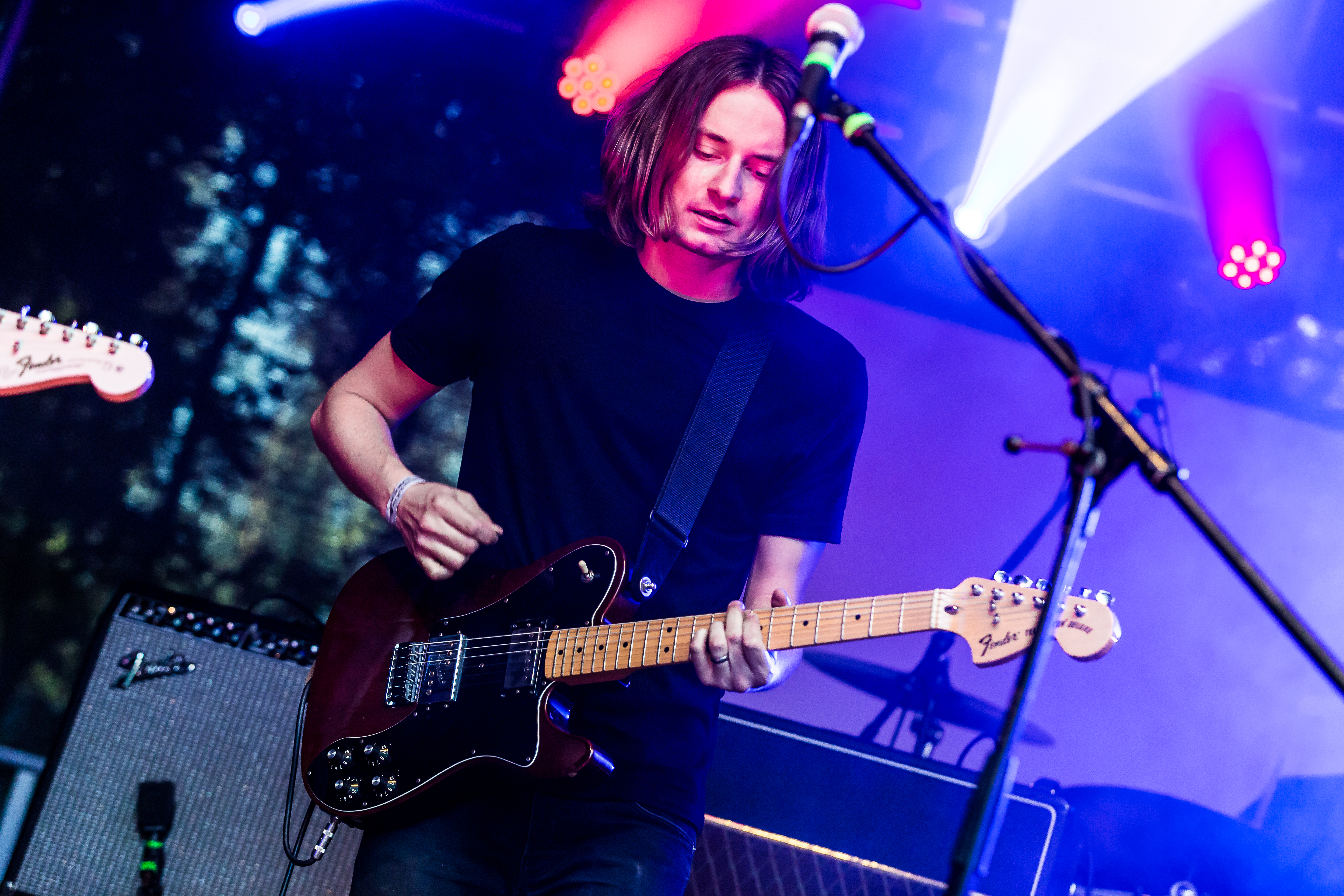
Gitarrist Guy Bannister
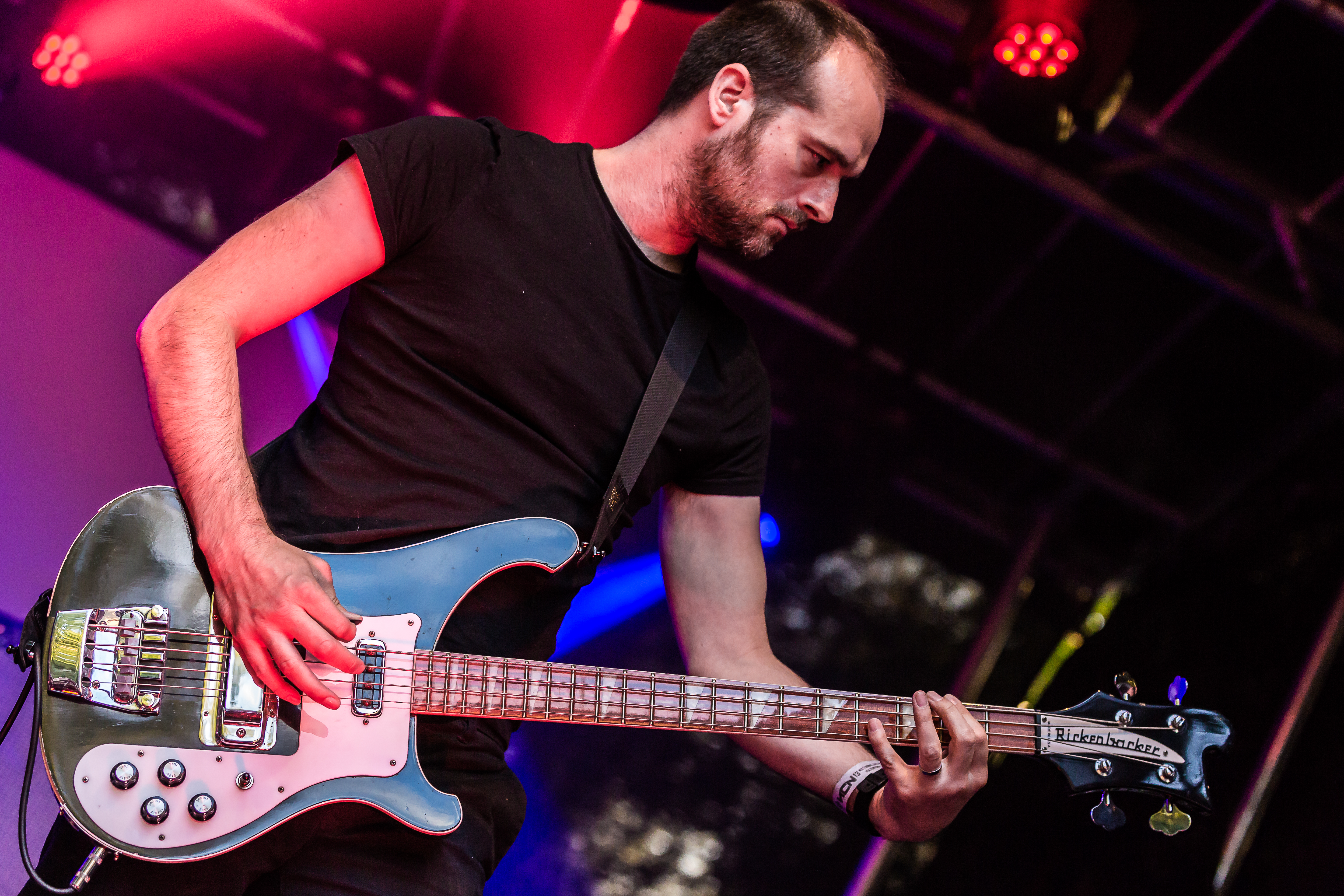
Bassist Alistair Bowis
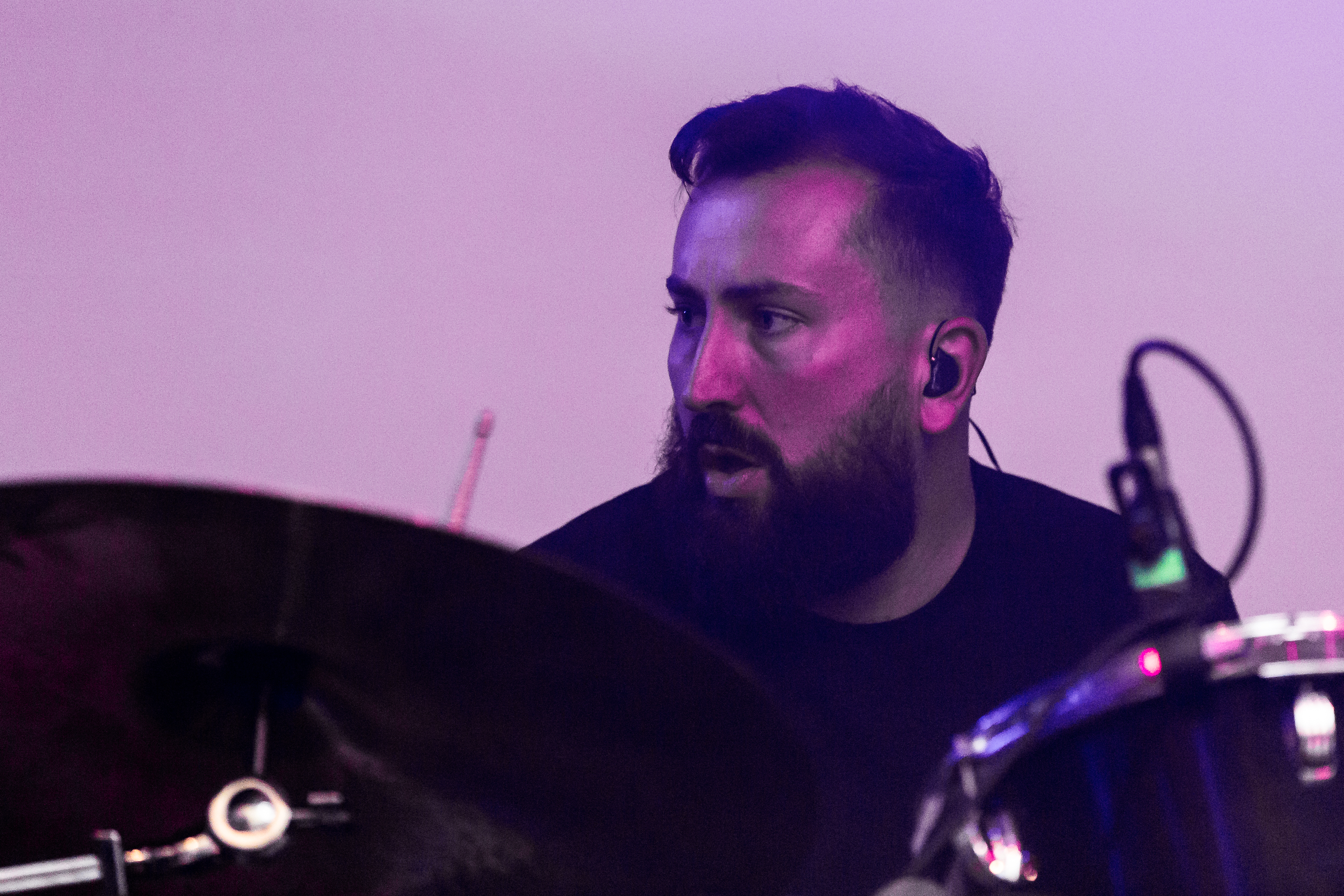
Schlagzeuger Simon Fogal
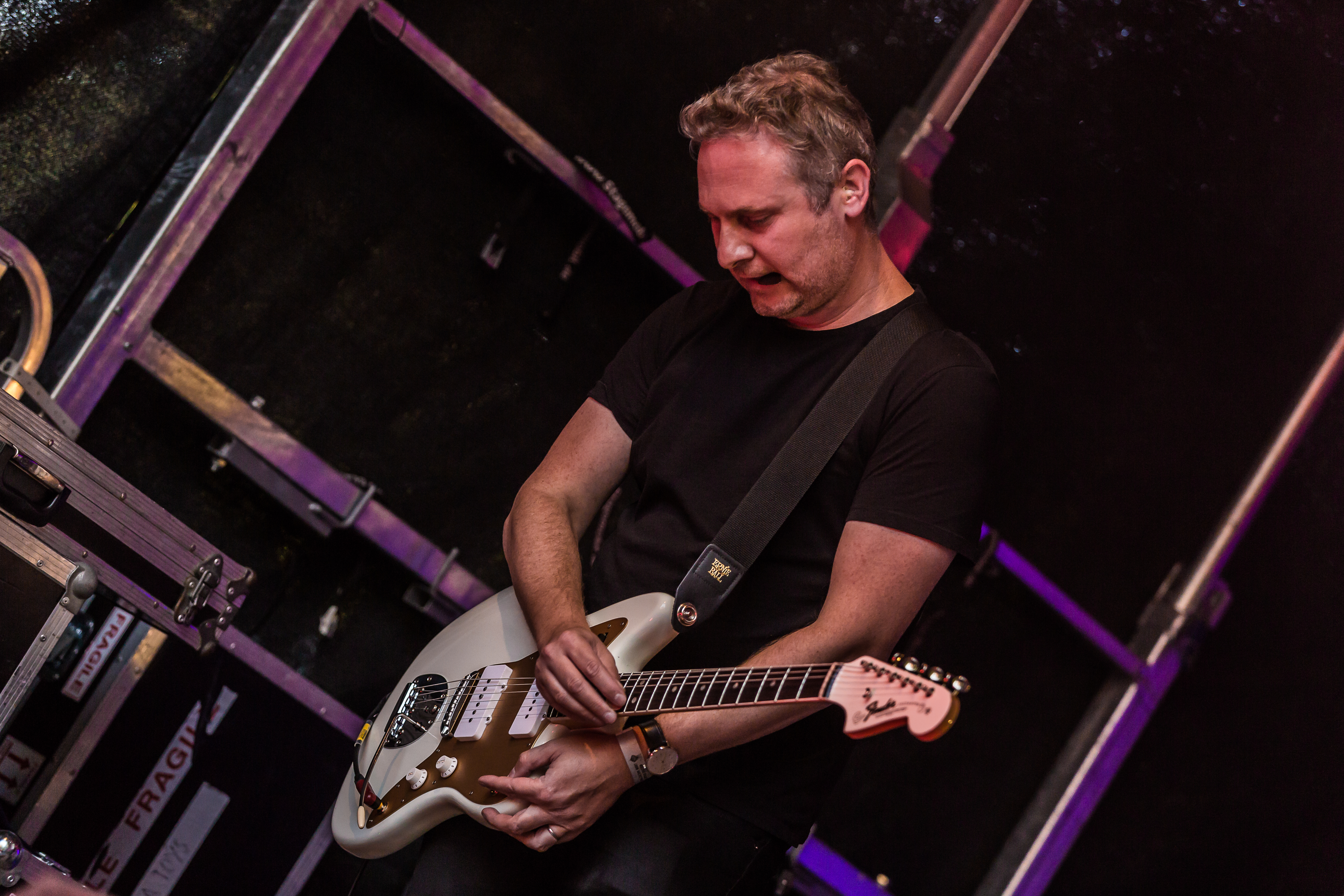
Gitarrist Ian Jarrold

## Diskografie

### Alben
- Progress Reform (7-Track Minialbum mit Stücken der ersten vier Singles) (2006)
- Elegies to Lessons Learnt (2007)
- He Who Saw The Deep (2010)
- The Shallows (2012)
- A Divorce Before Marriage (2016)
- KOMPROMAT (August 2020)

### Singles/EPs
- Stainless Steel (Januar 2005)
- Before the Curtains Close Pts 1 & 2 (Juli 2005)
- A Rook House For Bobby (Oktober 2005)
- Terra Nova / Fram (Mai 2006)
- Spencer Perceval / I Am Murdered (März 2007)
- The Deception (September 2007)
- We Go Hunting (April 2008)
- The Christmas Tree Ship EP (2008)
- Sea of Regrets (Oktober 2009)
- A Father's Son (November 2010)
- Sirens (Juli 2011)
- This Skin Full of Bones (Oktober 2011)
- Beacons (Oktober 2012)
- The Truth auf YouTube, 6. Mai 2020.
- Dig In (Juni 2020)